# Прапор Вороніжа
Прапор Вороніжа затверджений 26 вересня 2008 року та внесений до Державного геральдичного реєстру Російської Федерації.

## Попередні прапори
Перший прапор міста Вороніжа був затверджений 12 вересня 1995 року постановою Воронезького міської муніципальної Ради № 123. У додатку до цієї постанови «Положення про прапор міста Вороніжа» був даний такий опис прапора:
Прапор міста Вороніжа являє собою біле (срібне) прямокутне полотнище в співвідношенні 1:2. На центр полотнища накладений герб міста в облямівці золотого колосся під міської зубчастою короною, що займає близько 1/3 площі прапора.
29 грудня 1995 року, постановою Воронезької міської муніципальної Ради № 189, був затверджений статут міста Вороніжа. У статті 6 цього статуту, був приведений такий опис прапора:
Прапор міста Вороніжа являє собою прямокутне біле полотнище, в центрі якого розташоване зображення герба міста в натуральному кольорі. Площа зображення герба в облямівці колосків і під міською зубчастою короною становить 1/3 площі полотнища прапора. Відношення ширини до довжини прапора становить 2:3.
Згідно зі Статутом міста порядок використання герба та прапора міста встановлюється Положенням, прийнятим муніципальною Радою, але не їхній опис. Цю суперечність було усунуто прийняттям 27 жовтня 2004 року Статуту міського округу міста Вороніж в новій редакції.З тексту Статуту було прибрано опис прапора і зазначено, що опис герба та прапора та правила їх використання встановлюються у Положенні про герб і прапор, що приймається міською Думою.

## Чинний прапор
26 вересня 2008 року, рішенням Воронезької міської Думи № 292-II, постанову Воронезької міської муніципальної Ради від 12 вересня 1995 року № 123 було визнано такою, що втратила чинність і був затверджений нині діючий прапор міського округу.

### Опис
«Прямокутне полотнище зі співвідношенням ширини до довжини 2:3, що складається з двох горизонтальних смуг: жовтого (вгорі, шириною 1/3 ширини полотнища) і червоного кольорів. У центрі горішньої смуги — двоголовий орел чорного кольору з дзьобами, лапами й очима жовтого кольору, з язиками червоного кольору, увінчаний трьома імператорськими коронами жовтого кольору і який тримає у правій лапі скіпетр жовтого кольору, натомість у лівій — держак жовтого кольору. В частині червоної смуги біля держака — виходить наполовину складена з валунів гора жовтого кольору, на схилі якої — перекинутий глек білого кольору, що ллє воду білого кольору».

### Символіка
Прапор міста Вороніжа складено на підставі герба і мовою символів та алегорій відображає історичні та природні особливості міста. Основою композиції прапора міста Вороніжа є історичний герб міста, затверджений 21 вересня (2 жовтня) 1781 року, опис якого мовить:
Щит розділений надвоє: в золотому полі двоголовий орел, а в червоному полі перекинутий глечик, з якого тече річка Воронеж (старий герб).
Двоголовий орел на золотому полі був подарований місту Воронежу на знак особливих заслуг у становленні і розвитку російської держави. Орел у геральдиці символізує владу, силу, безстрашність, а також оновлення і піклування про зростальне покоління. Підняті крила означають спрямованість у майбутнє.
Білий (срібний) глечик на горі, що ллє білу воду, — унікальний історичний символ Вороніжа — відображає багатство і родючість тутешніх земель. Уперше глечик з'явився саме в гербі 1781 року. Разом з тим глечик, як витвір умілих людських рук, алегорично показує працьовитість мешканців міста. Водночас вода, що ллється з глечика, є алегоричним символом річки Воронеж.
Гора співзвучна з крутим правобережжям міста Вороніжа.
Білий колір (срібло) — символ благородства, чистоти, справедливості, великодушності, а також миру.
Червоний колір символізує життєствердну силу, мужність, свято, красу і працю, що показує місто Воронеж як промислово розвинений центр.
Жовтий колір (золото) — символ врожаю, достатку і родючості — алегорично показує розвинений аграрний сектор економіки. Разом із тим, золото символізує велич, повагу, міцність, інтелект, а також світло й духовність.
Таким чином, прапор міста Вороніжа мовою геральдичних символів і алегорій гармонійно відображає історію, природні особливості і багатства області, основний профіль діяльності населення.